# Nicolaus von Vicken
Nicolaus von Vicken, auch Ficke, Ficken, Ficcius, Viccius (* 21. Juni 1571 in Riga; † nach 1625) war ein Alchemist, Astronom und Briefpartner Johannes Keplers.

## Leben
Nicolaus von Vicken wurde in Riga als Sohn eines Patriziers gleichen Names geboren, er hatte mindestens drei Brüder, Heinrich, Dietrich und Frobenius. Der Vater wurde 1580 vom polnischen König Stephan Báthory geadelt. Während der Kalenderunruhen stand der Vater auf Seiten der Gemeine und wurde für die Hinrichtung des Obervogts Tastius und des Syndicus Dr. Welling verantwortlich gemacht, 1589 verlor die Familie deshalb ihre Besitztümer und musste die Stadt verlassen. Nicolaus von Vicken begann daraufhin noch im gleichen Jahr sein Jura-Studium in Königsberg. 1593 erfolgt eine Immatrikulation in Leipzig und 1598 in Rostock; ein Abschluss lässt sich nicht nachweisen. Parallel verbrachte er Zeit am Hof des nunmehrigen polnischen Königs Sigismund III. in Krakau, um von diesem Beistand im Rechtsstreit mit der Stadt Riga zu erlangen. 1598 trat er kurzzeitig in den Dienst von Krzysztof Mikołaj Radziwiłł und wurde von diesem und den schwedischen Grafen Erich und Gustav Brahe in ein Komplott verwickelt, um Erzherzog Maximilian von Habsburg auf den polnischen Thron zu befördern. Der Plan scheiterte, aber auf einer diesbezüglichen Reise nach Österreich und Ungarn erhielt von Vicken eine Anstellung bei Maximilian und wurde durch den Kontakt mit den Schriften des Paracelsus als Alchemist und Astrologe initiiert. Bei einem Aufenthalt in Prag trug sich u. a. Tycho Brahe in von Vickens Stammbuch ein. Ende 1600 schlug sich von Vicken im beginnenden schwedisch-polnischen Krieg um Estland und Livland auf die Seite Schwedens und trat als Kriegskommissar in den Dienst von Herzog Karl IX von Südermanland, dem späteren König von Schweden. Nach der Niederlage der Schweden bei Kokenhusen zog von Vicken im Auftrag Karls nach Norddeutschland, um dort bei Herzog Franz II. von Sachsen-Lauenburg Truppen zu werben und nach Schweden zu verschiffen. Die Mission scheiterte und von Vicken geriet eine Zeitlang auf der Festung Ratzeburg in Haft. Nach seiner Flucht gelang es ihm 1601 in den Dienst Kaiser Rudolfs II. zu treten, zunächst als „Diener auf drei Pferden“ und ab 1603 als Truchsess, für den er alchemistische Projekte durchführte. 1602 nahm er an der Hochzeit von Churfürst Christian II, von Sachsen und Hedwig von Dänemark teil und verfasste für diese eine Gelegenheitsschrift. 1603 betrieben polnische Höflinge, darunter Piotr Tylicki, der Bischof von Wenden Otto Schenking und der Alchemist Sendivogius eine Kampagne gegen von Vicken beim Kaiser, mit der Folge, dass dieser kurzzeitig in Haft geriet, und nachdem ihm der Kammerdiener Philipp Lang zur Freilassung verhalf, zunächst in die Verbannung. Anfang 1606 vertrat von Vicken Herzog Johann Friedrich von Braunschweig-Harburg in einem Rechtsstreit mit der Stadt Hamburg und im Frühjahr betrog er Fürst August von Anhalt-Plötzkau um 5100 Reichstaler. 1607/8 war er wieder in Diensten von Erzherzog Maximilian und agiert als dessen Agent am Hof in Prag. Ab 1608 hielt sich von Vicken im Harz auf, wo er für Herzog Heinrich Julius von Braunschweig-Wolfenbüttel eine „Hebekunst“ entwarf und Stahl herstellte. Über einen weiteren Vertrag über alchemistische Stahlherstellung geriet er mit dem Syndikus des Bistums Halberstadt, Dr. Lüders, in einen Rechtsstreit. 1611 hielt sich von Vicken in Wolfenbüttel auf, wo er u. a. mit Michael Praetorius befreundet war, jedoch mit dem Bruder des Herzogs, Joachim Karl von Braunschweig, in Streit geriet und in Haft genommen wurde. 1614 wurde er freigelassen und bemühte sich vergeblich um eine Stelle bei Graf Ernst zu Holstein-Schaumburg. 1616 erlangte er eine Anstellung als Bergrat beim neuen Kaiser Matthias, für den er u. a. Stahl herstellen soll. Spätestens ab 1621 war er dann in ähnlicher Stellung bei Gabor Bethlen, dem Fürsten von Siebenbürgen und kurzzeitigen König von Ungarn, tätig. Ein letztes Mal in Erscheinung tritt Nicolaus von Vicken 1625 in Magdeburg, wo er sich für die Freilassung seines Bruders Heinrich einsetzt. Danach verliert sich seine Spur. Eine Ehe und Kinder sind nicht sicher überliefert, auf die Kinder seines Bruders Dietrich geht jedoch das spätere schwedische Adelsgeschlecht von Vicken zurück (seit 1965 von Wicken).

## Wirken
Von den „esoterischen“ Schriften von Vickens, über Astrologie, Magie Alchemie, Hand- und Stirnlesekunst, die er als Manuskript an zahlreiche Fürsten verteilte, u. a. Heinrich Julius von Braunschweig-Lüneburg und Kaiser Rudolf II., hat sich nur ein Exemplar des Bandes über die Hand- und Stirnlesekunst erhalten („Metoposcopiae cum Chiromantiae et Concordantia Genethliaca. Pars Prior“).
Bedeutender ist jedoch von Vickens Briefwechsel mit Johannes Kepler, der mehr als ein Dutzend Briefe aus den Jahren 1605 bis 1620 umfasst. Von der Entdeckung der Jupitermonde durch Simon Marius erfährt Kepler nur durch einen Brief von Vickens. Ein weiterer Brief von Vickens an Kepler ist außerdem der allererste Beleg für die Rezeption der „Astronomie Nova“ Keplers, das Buch, in dem dieser die ersten beiden seiner Gesetze der Planetenbewegung veröffentlicht; von Vicken ist ihr erster dokumentierter Leser. Von Vicken kommunizierte auch mit dem ostfriesischen Astronom David Fabricius, u. a. dafür bekannt, dass er als einer der ersten Sonnenflecken beobachtete und darüber publizierte, und vermutlich mit Johannes Krabbe.
Von großem kulturhistorischem Wert ist Nicolaus von Vickens Stammbuch, heute im Museum in Stralsund, in dem sich neben Tycho Brahe und Johannes Kepler auch zahlreiche Könige und Fürsten eingetragen haben.

## Schriften
- Elegia lugubris in obitum Dn. Rothegeri zur Horst Senatoris reip. Rigensis. Leipzig 1597.  NLR St. Petersburg, Sign.: 13.19.2.10.
- Sygcharma nuptiale ... Christiano II ... nec non ... Hedvigae ... scriptum, Prag 1602, SLUB, Signatur: Hist. Sax. C.33,15.
- Metoposcopiae cum Chiromantiae et Concordantia Genethliaca. Pars Prior. Manuskript in der UB Salzburg.